# Cristiana Carlota de Nassau-Ottweiler
Cristiana Carlota de Nassau-Ottweiler (Ottweiler, 2 de septiembre de 1685-Bad Homburg, 6 de noviembre de 1761) fue una Condesa de Nassau-Ottweiler por nacimiento y por matrimonio sucesivamente Condesa de Nassau-Saarbrücken y condesa de Hesse-Homburg.

## Biografía
Cristiana Carlota era hija del Conde Federico Luis de Nassau-Ottweiler (1651-1728), nacida de su primer matrimonio con la Condesa Cristiana de Ahlefeldt (1659-1695).
Se casó con su primer marido, el Conde Carlos Luis de Nassau-Saarbrücken, el 22 de abril de 1713 en Saarbrücken.
Se casó en segundas nupcias el 17 de octubre de 1728 en Saarbrücken con el Landgrave Federico III de Hesse-Homburg. Este matrimonio tuvo lugar tras la mediación del hermano de Federico, el Landgrave Ernesto Luis de Hesse-Darmstadt. El objetivo de este enlace era consolidar las débiles finanzas de Hesse-Homburg. Una comisión de débito imperial había hallado solo dos cucharas de plata en la corte. Federico III expresó sus preocupaciones y se propuso informar su situación financiera a la novia, quien había pedido una dote apropiada. Ernesto Luis después escribió a Federico: "Escribe hermano, escribe, mientras tengas tiempo, puedes hacerlo".

## Hijos
De su primer matrimonio, Cristiana Carlota tuvo dos hijos, quienes, sin embargo, murieron en la infancia:
- Carlos Federico (1718-1719)
- Luis Carlos (1720-1721)